# Ziyuan
Ziyuan (en chino, 资源县; pinyin, Zīyuán xiàn) es un condado bajo la administración directa de la Prefectura Guilin en la Región autónoma de Guangxi, República Popular China. Su área es de 1941 km² y su población total para 2020 superó los 130 mil habitantes.

## Administración
El condado de Ziyuan se divide en 7 pueblos que se administran en 3 poblados, 1 villa y 3 villas étnicas.